# 小行星5479
小行星5479（5479 Grahamryder）是一颗绕太阳运转的小行星，为主小行星带小行星。该小行星于1989年10月30日被发现。

## 轨道参数
小行星5479的轨道半长轴为2.5751398 UA，离心率为0.22。